# Alpha Self Defense
ALPHA SELF DEFENSE (ASD) — громадська організація в Україні, основна мета діяльності — це військово-патріотичне виховання українців. З перших днів повномасштабного російського вторгнення ASD займається фаховою підготовкою військових і цивільних. На тренувальних майданчиках ASD викладають 8 інструкторів, які тренують військових з 2014 року. Кожен з них має багаторічний досвід служби в українських або закордонних спецпідрозділах.
Навчання проводиться за стандартами НАТО та включає: тактико-спеціальну підготовку, CQB (бій в обмеженому просторі), мінно-саперну справу, тактичну медицину, штурмовий альпінізм. Після проходження базових семінарів учасники за бажанням потрапляють до навчального табору, де занурюються в умови, наближені до бойових, та відточують отримані навички.
Наразі головний пріоритет ASD – навчати українців захищати себе, свій дім, свою країну, підвищити їхні шанси вижити в умовах бойових дій та давати гідну відсіч ворогу. Окрім того, організація активно займається волонтерською діяльністю, регулярно доставляючи гуманітарну допомогу до постраждалих від війни населених пунктів та на передову.

## Історія
На базі Федерації панкратіону України було створено Український спортивний батальйон - УСБ, до складу якого ввійшли кращі фахівці Кіровоградського обласного госпіталю для ветеранів війни, Центру медико-психологічної допомоги КОМПАС, обласного центру туризму, ГО «Українська асоціація фахівців з подолання наслідків психотравмуючих подій», Центру патріотичного виховання Кіровоградської ОДА, інструктори міжнародного класу з предметів бойової підготовки.
3 квітня 2014 року на безоплатній основі постійно проводилася методична та практична допомога в проведенні планових занять з предметів бойової підготовки серед яких прикладний панкратіон, вогнева, тактична, тактико-спеціальна, фізична, психологічна, гірська підготовка, ножовий бій, тактична медицина та військова топографія з військовослужбовцями НГУ та ЗСУ.
Були проведені навчально-методичні семінари з практичної підготовки підрозділів НГУ, інструкторів у 169-му навчальному центрі Сухопутних військ ЗСУ «Десна». Практичні заняття з особовим складом ЗСУ: 184 навчальний центр (с. Старичі), 38 обʼєднаний навчальний центр (м. Васильків), 179 обʼєднаний навчально-тренувальний центр (м. Полтава), 235 загальновійськовий полігон (с. Ульянівка), 199 навчальний центр (с. Тетерівка). Практична підготовка особового складу в/ч N° A039 (підрозділ спеціального
призначення ВСП ЗСУ).
Практичні заняття з особовим складом підрозділу розвідки 128 окремої гірсько-піхотної бригади та з особовим складом 3-го окремого полку спеціального призначення ССО ЗСУ.
Створена Програма спеціальної підготовки «СТЕПП» (система тактико-емоційної професійної підготовки). Постійно проводяться змагання з ножового бою, стрільби після фізичного навантаження.
У 2020 році і було ухвалене рішення створити громадську організацію "ASD" (Alpha Self Defense), яка фактично і є правонаступником УСБ.
У назві Alpha Self Defense закладений сенс стародавньої грецької літери Альфа, яка є першою у алфавіті. Підрозділ Alpha Self Defense - означає "Перший у самообороні". Громадська організація займається національно-патріотичним та військово-патріотичним вихованням молоді, підготовкою інструкторів, наданням практичної допомоги ЗСУ, ТРО, НП та укомплектуванням інструкторським складом підрозділів ЗСУ, ТРО, НП.
Організацію АСД офіційно зареєстровано 19 травня 2021 року. Всі члени організації отримують можливість розвитку, самовдосконаленню, працевлаштуванню та соціального захисту їх прав та свобод гарантованих Конституцією. Досвідчений інструкторський склад фахівців впроваджують програму національно-патріотичного виховання беруть участь у розбудові держави на національних, моральних та духовних принципах.